# Stolpverk
Stolpverk är en träbyggnadsteknik som inkluderar alla konstruktioner där den bärande stommen består av fyrkantigt, blockat eller runt timmer av dimensioner 4 x 4 tum (100x100mm) eller större, och där de inre och yttre belastningarna förs över till grunden via en samverkan mellan stående, liggande och snedställt timmer . 
Stolpverk fungerar som en övergripande samlingsterm för flera olika typer av träkonstruktioner som är byggda efter denna konstruktionsprincip, som till exempel korsvirke, stavverk och skiftesverk . I samlingstermen stolpverk inkluderas däremot inte konstruktioner i knuttimring och lösvirkesteknik.

## Konstruktionselement

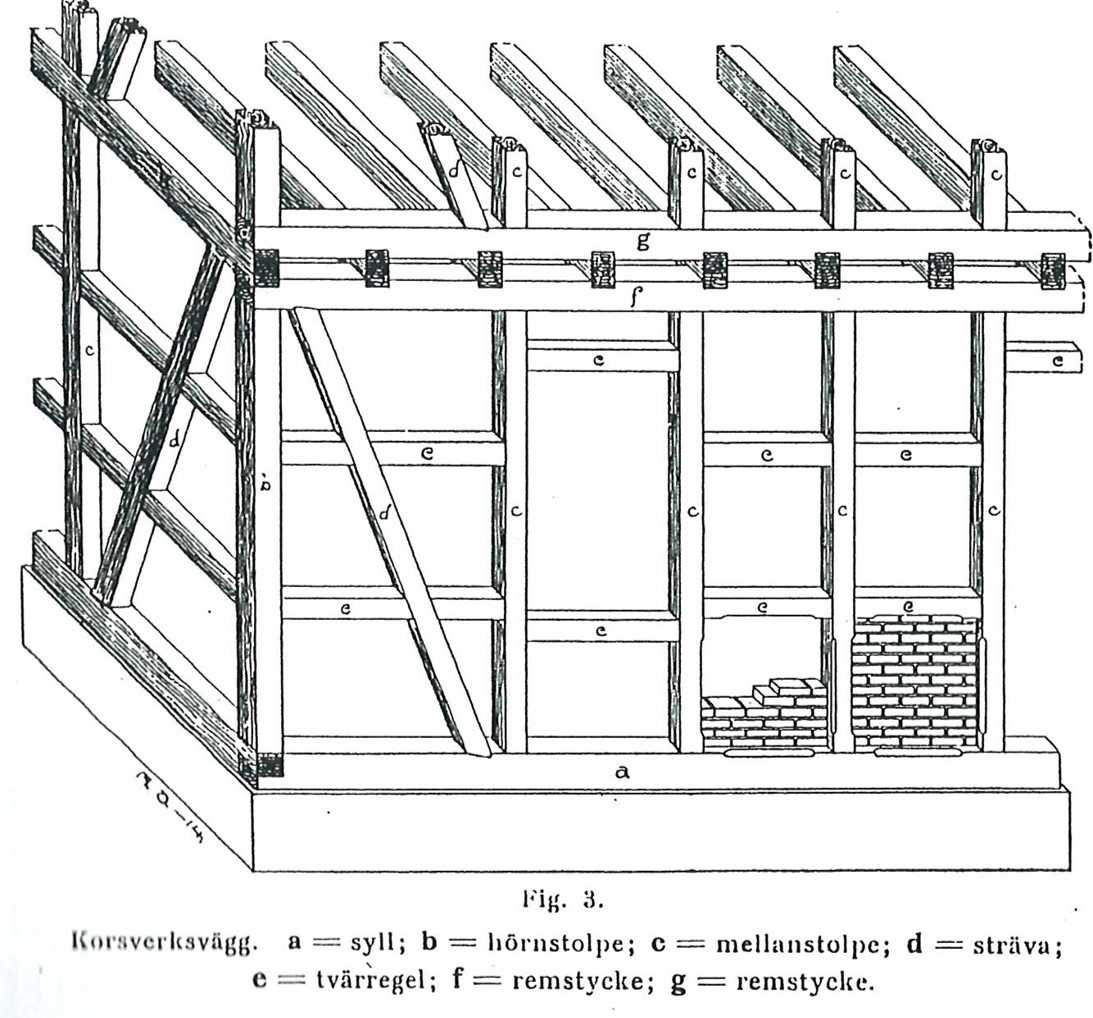
Benämning på konstruktionsdelar i en korsvirkesstomme

En stolpverkskonstruktion består av delar som är sammanfogade med träförbindningar och som tillsammans bildar en bärande stomme. De ingående delarna i stommen kallas syll, stolpe, bjälke, remstycke, löshult alternativt tvärregel och snedsträva . 
De ingående delarna i en takkonstruktion byggd i stolpverksteknik kallas sparre alternativt högben, hanbjälke, bindbjälke och ås.

## Relaterade samlingstermer
Andra övergripande benämningar som används i Skandinavien är ramverkstimring, resvirke (svenska), bindingsverk, stavverk, reisverk (norska) och bindingsværk (danska). Det finns därtill ett flertal historiska termer för mer specifika typer av stolpverkskonstruktioner, som till exempel stavlinehus och grindverk (norska), bulhus (= skiftesverk) och højremskonstruktion (danska).
Termen stolpverk fungerar som inkluderande också för dessa typer av konstruktioner, samt för andra typer av stolpverkstekniker som har använts runt om i världen, såsom till exempel fachwerk (tyska) och maison à colombage och pan de bois (franska).
Stolpverk kan jämföras med den engelskspråkiga termen Timber framing (korsvirke), men den skandinaviska hantverkstraditionen för denna byggnadsteknik skiljer sig åt genom att mindre dimensioner används. I den nordamerikanska hantverkstraditionen inom "timber framing" används ofta 7-8 tums dimension (175-200mm) i stolparna och den minsta dimensionen som används är 5x5 tum (125x125mm).

## Historiska exempel på stolpverkskonstruktioner
Stolpverkskonstruktioner har använts över hela världen. Trä är ett lätt material och i statiska konstruktioner verkar det både under tryck och i drag, och olika former för stolpverk har utvecklats för att överbrygga stora spännvidder till exempel i tempel, kyrkor och broar.

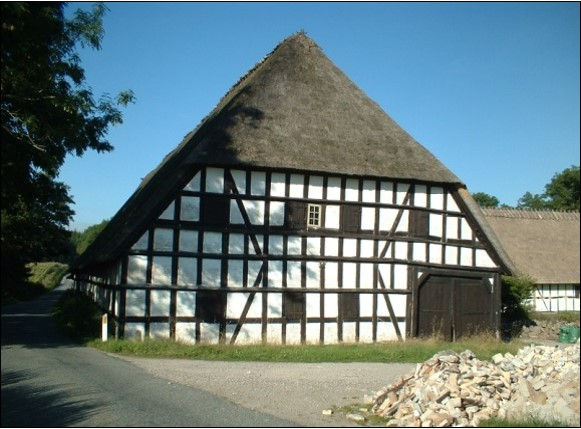
Bindingsværkslade på Østrupgård, Fyn, Danmark
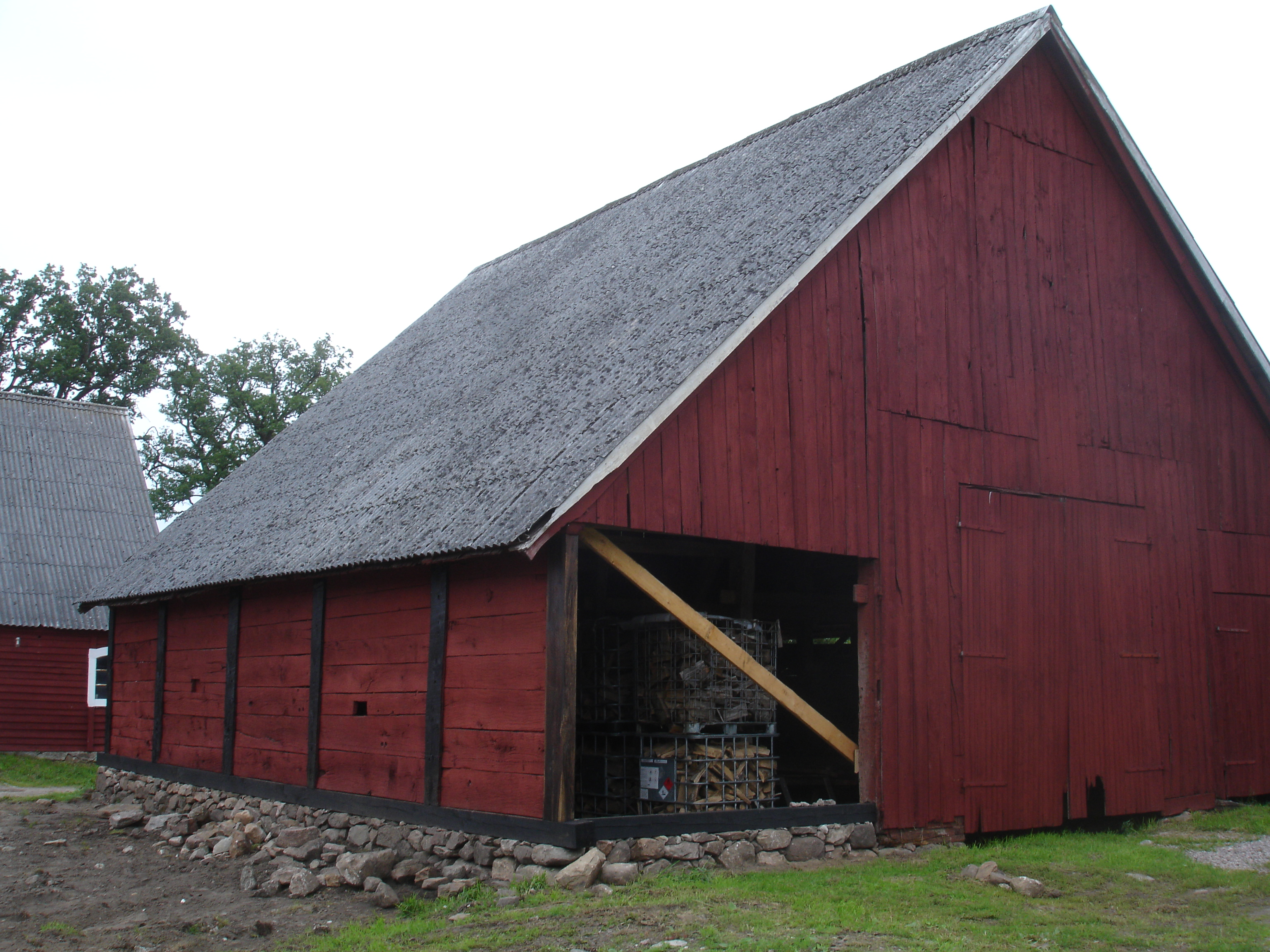
Skiftesverksloge i Maglö, Skåne, Sverige
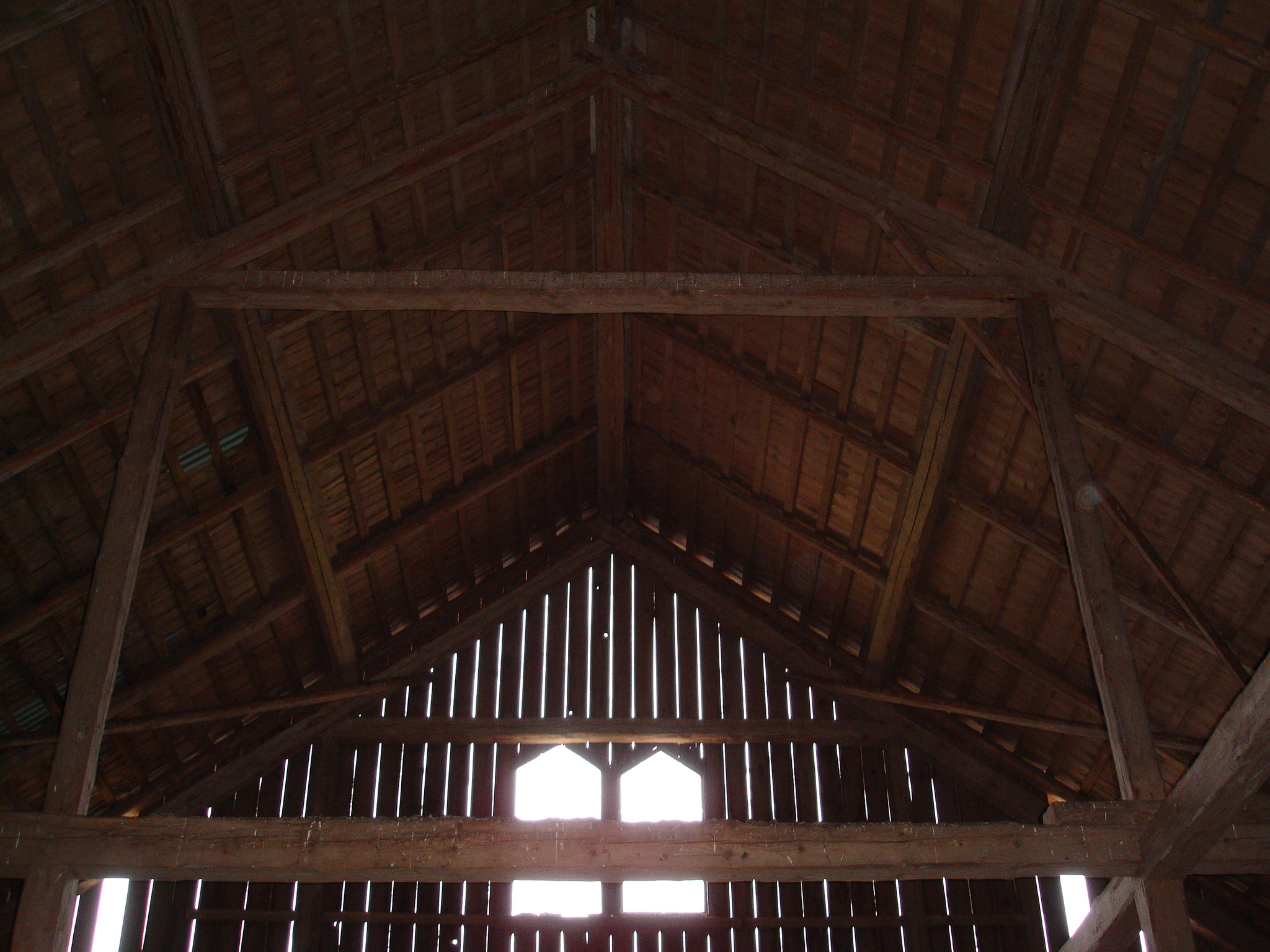
Stolpverkslada i Mariestad, Västra Götaland, Sverige
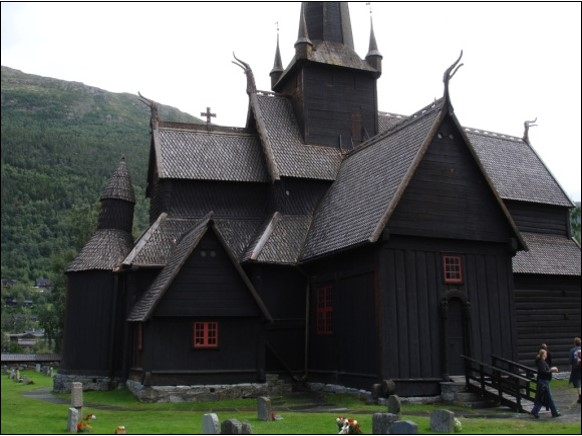
Stavkyrka i Lom, Norge
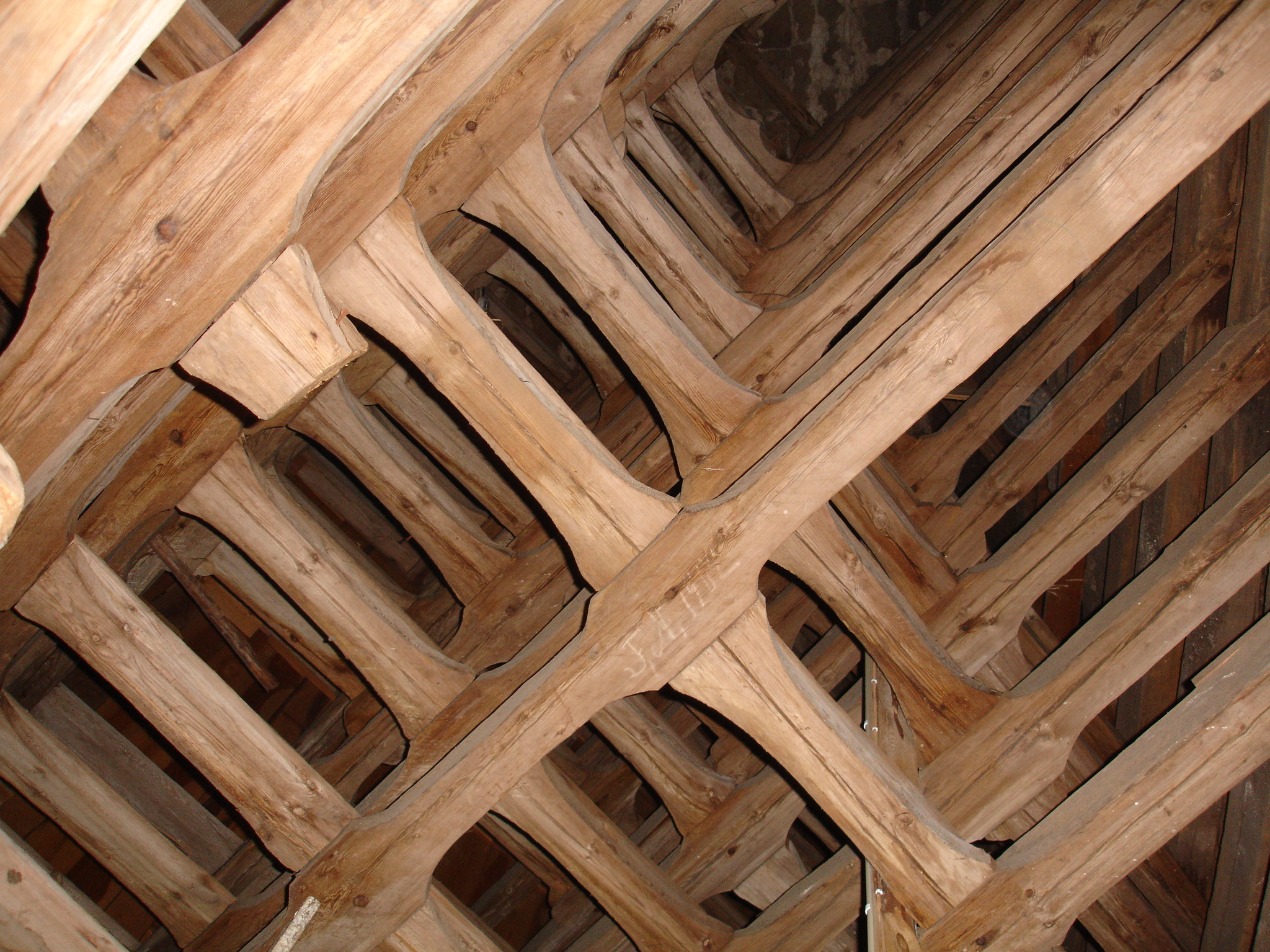
Takkonstruktion i Gökhem Kyrka, Västra Götaland, Sverige

I stort sett alla takkonstruktioner från före 1850 är byggda i stolpverksteknik. Dessa kan vara mer eller mindre komplexa strukturer och det är ofta takkonstruktionen som har begränsat hur bred en katedral har kunnat göras. I några av de äldsta kyrkorna i Skandinavien finns den ursprungliga takkonstruktionen kvar, och denna är alltid byggd i stolpverk trots att väggarna är murade .

### Historiska konstruktionstyper
En schematisk översikt över olika typer av stolpverkskonstruktioner från  följer, med förbehållet att regionala variationer gör det svårt att göra en entydig typologisk översikt.

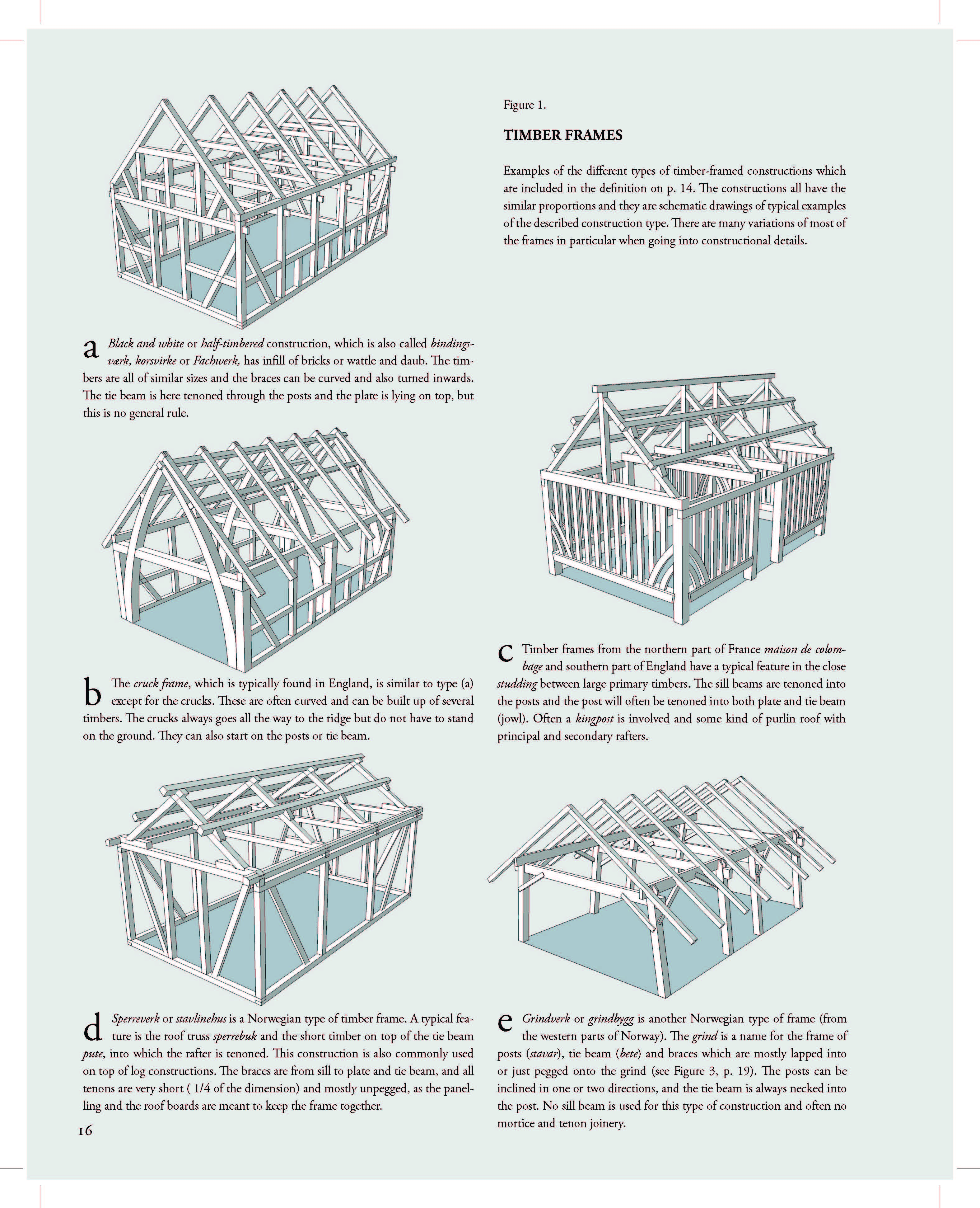
Olika historiska typer av stolpverkskonstruktioner (A-E)

- A: Detta är den vanliga typen av korsvirke, som ofta har fyllnad av tegel eller lerklining, där timret har jämna storlekar och strävorna ofta var böjda. Här visas den med en stickbjälke med genomgående och kilad tapp. På tyska kallas det fachwerkhaus och på engelska används termen "half-timbering" eller "black-and-white".
- B: Denna konstruktionstyp kallas på engelska för cruck frame (det finns inte någon motsvarande skandinavisk term). Det är de inre böjda timmerstolparna som är "crucks". Grövre dimensioner används i primärt bärande stolpar och bjälkar.
- C: Den franska konstruktionstypen maison à colombage har en utbredning även i det sydliga England och använder mycket täta stolpar med mindre dimension än vad som används i de stolpar som utgör den bärande ramen. Syllen har här förbundits med tappar in i stolparna och takkonstruktionen är byggd med en centralt placerad kungsstolpe och åsar.
- D: Stavlinehus eller sperreverk är norska typer av stolpverk med den typiska sperrebocken med åsar och korta så kallade "puter". Stolparna har ofta mycket korta och ej dymlade tappar på 5/4 tum. Konstruktionen hålls ihop av panel- och takbrädor.
- E: Norskt grindverk, där tappar och tapphål inte används, utan istället används i huvudsak bladade träförbindningar. Stolparna kan lutas inåt i en eller två riktningar. Ett grindverk har ingen syll, men de stora och ibland runda eller 8-formiga stolparna (stavarna) står fritt inne i byggnaden där väggen placeras längre ut.

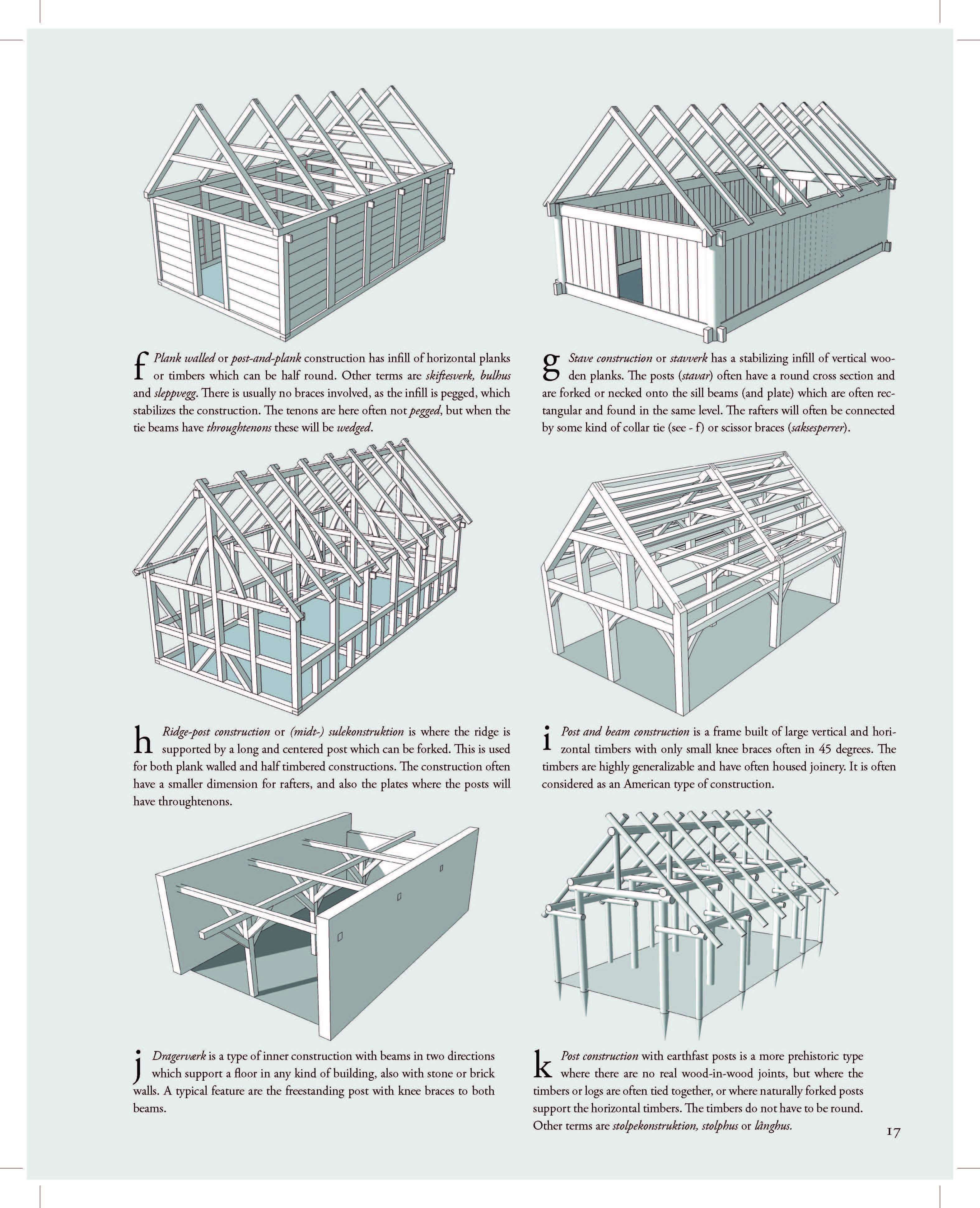
Olika historiska typer av stolpverkskonstruktioner (F-K)

- F: En skiftesverkskonstruktion, eller bulhus eller sleppvegg, där de liggande, meddragna och dymlade väggplanken (skiften/bålarna) fungerar med skivverkan för att uppnå styvhet i sida (i stället för att snedsträvor).
- G: Ett stavverk har stående plank mellan stolparna som oftast är runda och gafflade eller halsade i syll och remstycke. Termen stavverk kan vara lite förvirrande eftersom termen stav används i stället för stolpe på flera ställen i Norge.
- H: En korsvirkeskonstruktion som är byggd med en mesula, som stolpen som går från syll till nock kallas. Denna variant finns också i skiftesverkskonstruktioner.
- I: Den amerikanska post-and-beam konstruktionstypen använder grova dimensioner i stolparna och bara mindre 45 graders snedsträvor. Denna konstruktionstyp använder ofta utbytbara delar och träförbindningarna är gjorda med ansats.
- J: I stora stenhus inräknas de invändiga stolpverkskonstruktionerna, som till exempel dragerværk. Dessa är ofta fristående med strävor och bjälkar i två riktningar.
- K: Järnålderskonstruktionerna stolphus eller långhus använder jordgrävda stolpar som inte nödvändigtvis använder trä-i-trä-förbindningar.

## Träförbindningar
För att sammanfoga stolpar, bjälkar och snedsträvor i en stolpverkskonstruktion används träförbindningar (jmf med danska termen tømmersamlinger och engelska termen woodworking joint). Träförbindningarna kan ha olika form och uttryck av huvudsaklig konstruktiv, men också till viss grad estetisk art. Över tiden har träförbindningarna utvecklats och effektiviserats. De enklaste formerna gjordes av med snören eller rep ihopsurrade stolpar och bjälkar. Senare kom överkamningar, bladningar, slitsar samt tappar och tapphål att användas i varierande grad i de nordvästeuropeiska byggnadstraditionerna, från vikingatiden till fram emot sekelskiftet 1900. 
Därefter kom spikade och bultade förbindningar att förkorta den tidskrävande tillhuggningsprocessen, varvid de traditionella träförbindningarna konkurrerades ut och med introduktionen av byggreglar (2x4”) på 1950-talet försvann till stor del kunskapen om hur man bygger stolpverk.

### Typer

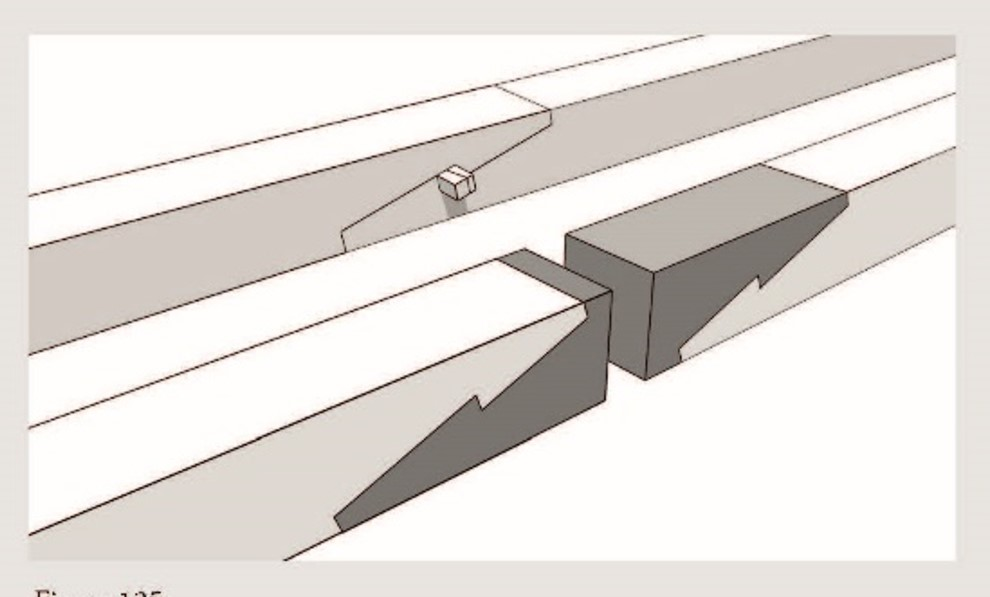
Blixtskarven är en längdförbindning som används för att skarva två timmerstolpar på längden.
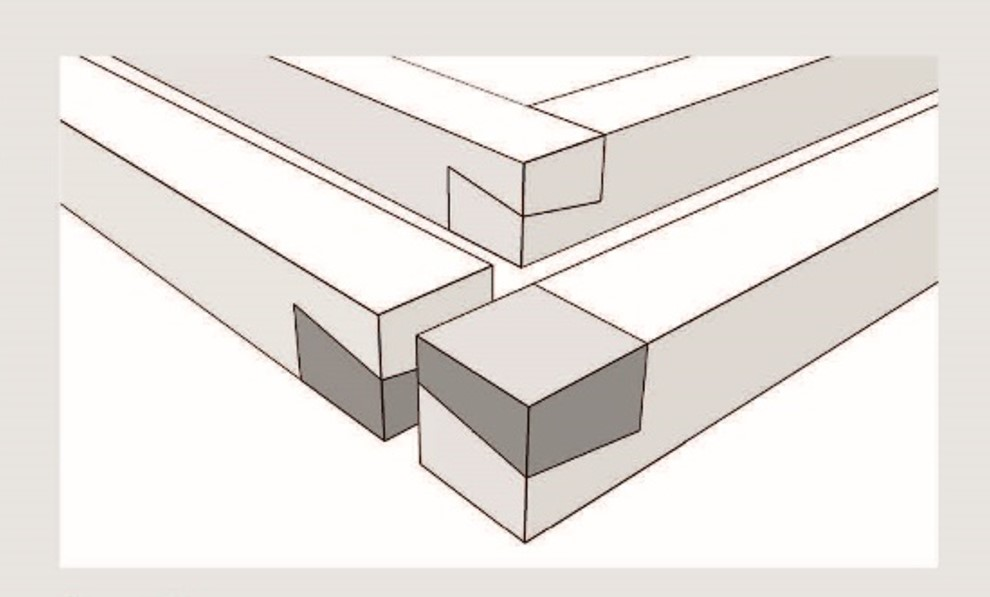
Hörnskarv
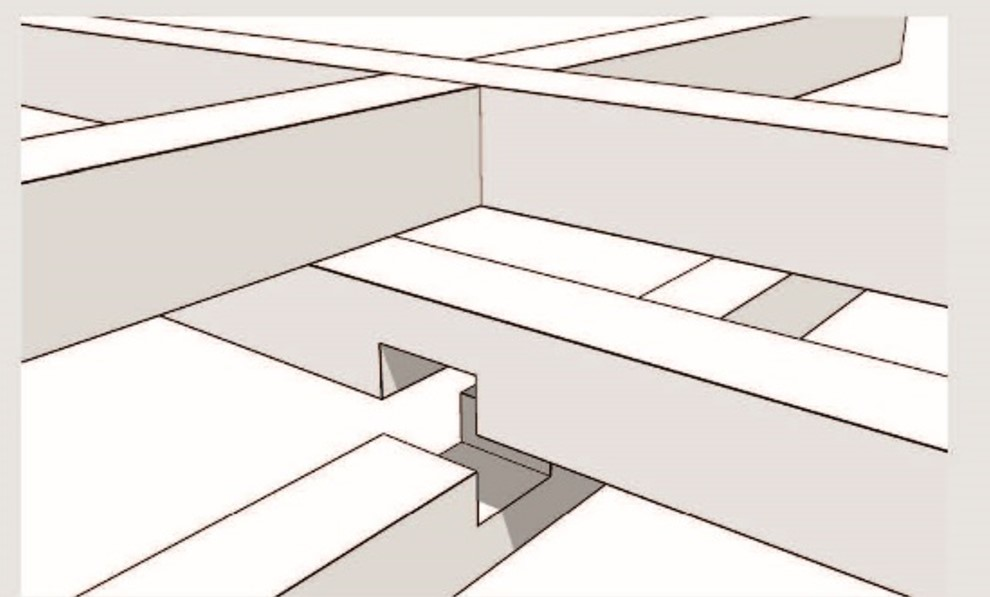
Tvärförbindning - genomgående
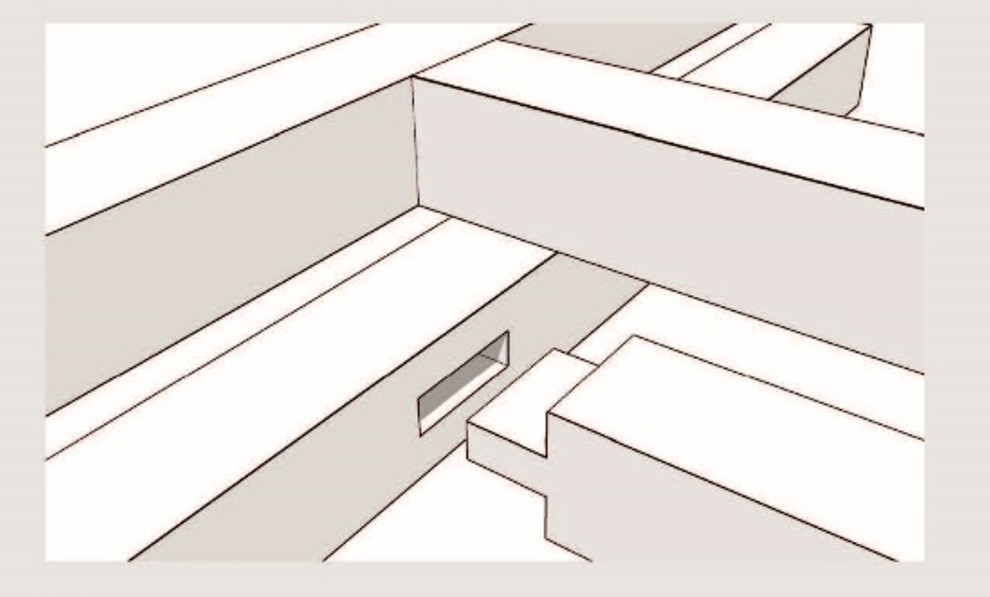
Tvärförbindning
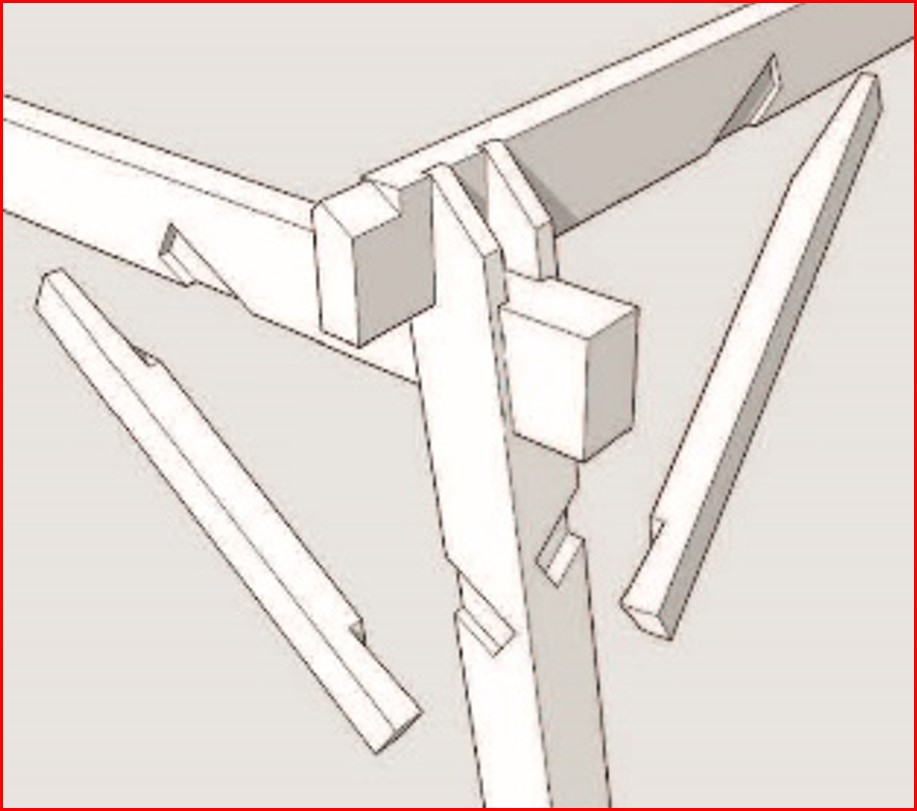
Grindverksdetalj

Den finns en stor mängd av olika typer av träförbindningar, som kan grupperas på flera sätt. Ett sätt är att prata om: längdförbindningar, tvärförbindningar, hörnförbindningar och korsförbindningar . Träförbindningarna kan vara bladade, halsade, kammade, hakade, tappade och snedställda. I illustrationen för grindverksdetaljen är bindbjälken (beten) halsad ned i stolpen (staven) som är hakad in i remmen (stavlegja) och snedsträvorna (snedbanden) är bladade på i olika nivåer.
Träförbindningarnas benämningar bygger ofta på deras utseende och funktion, men i visa fall har de också tilldelats mer populära namn, som till exempel Franskt lås och Blixtskarv.

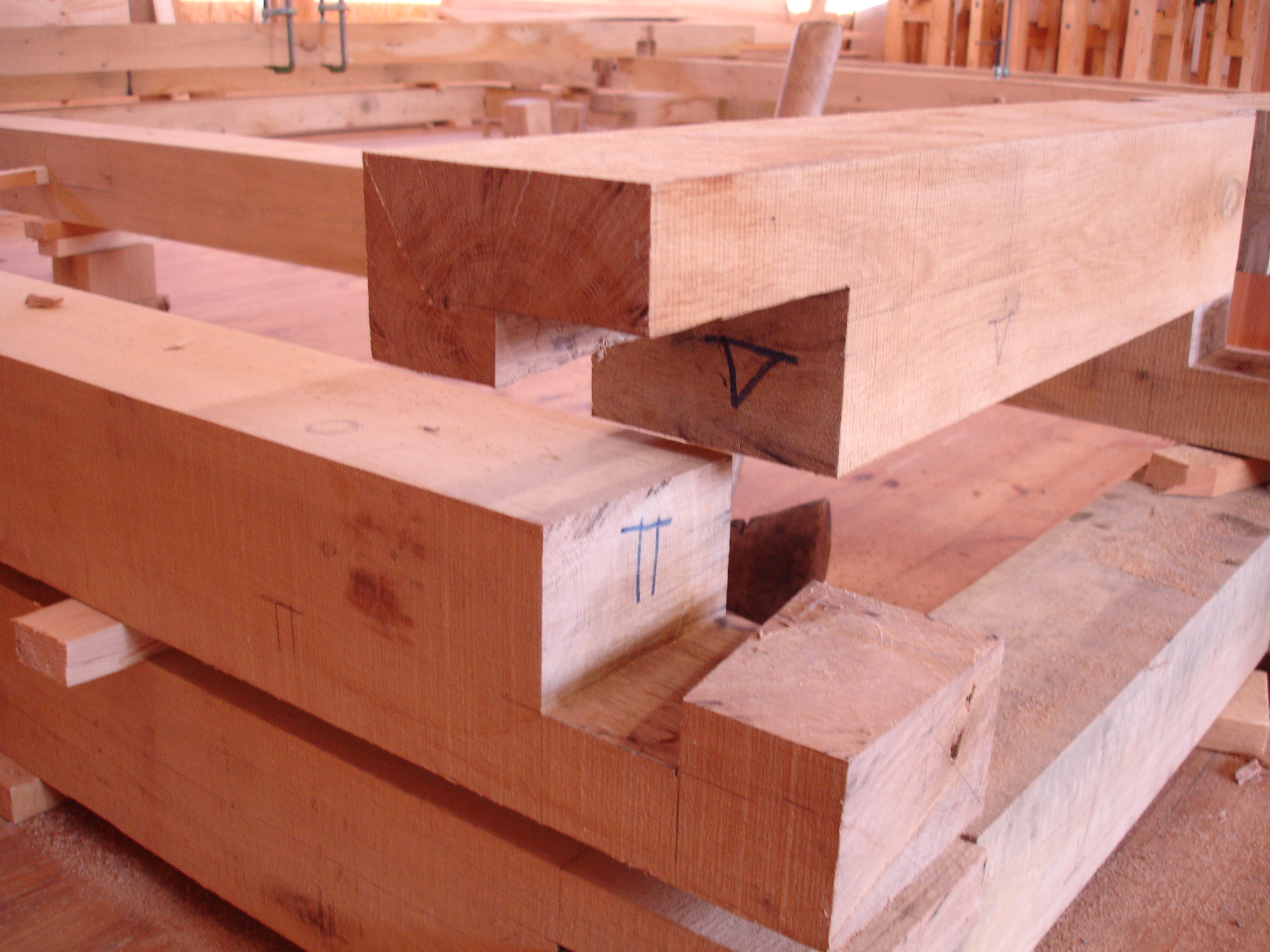
Hörnskarv utförd med halvlaxstjärtformigt hak innan ihopfogning
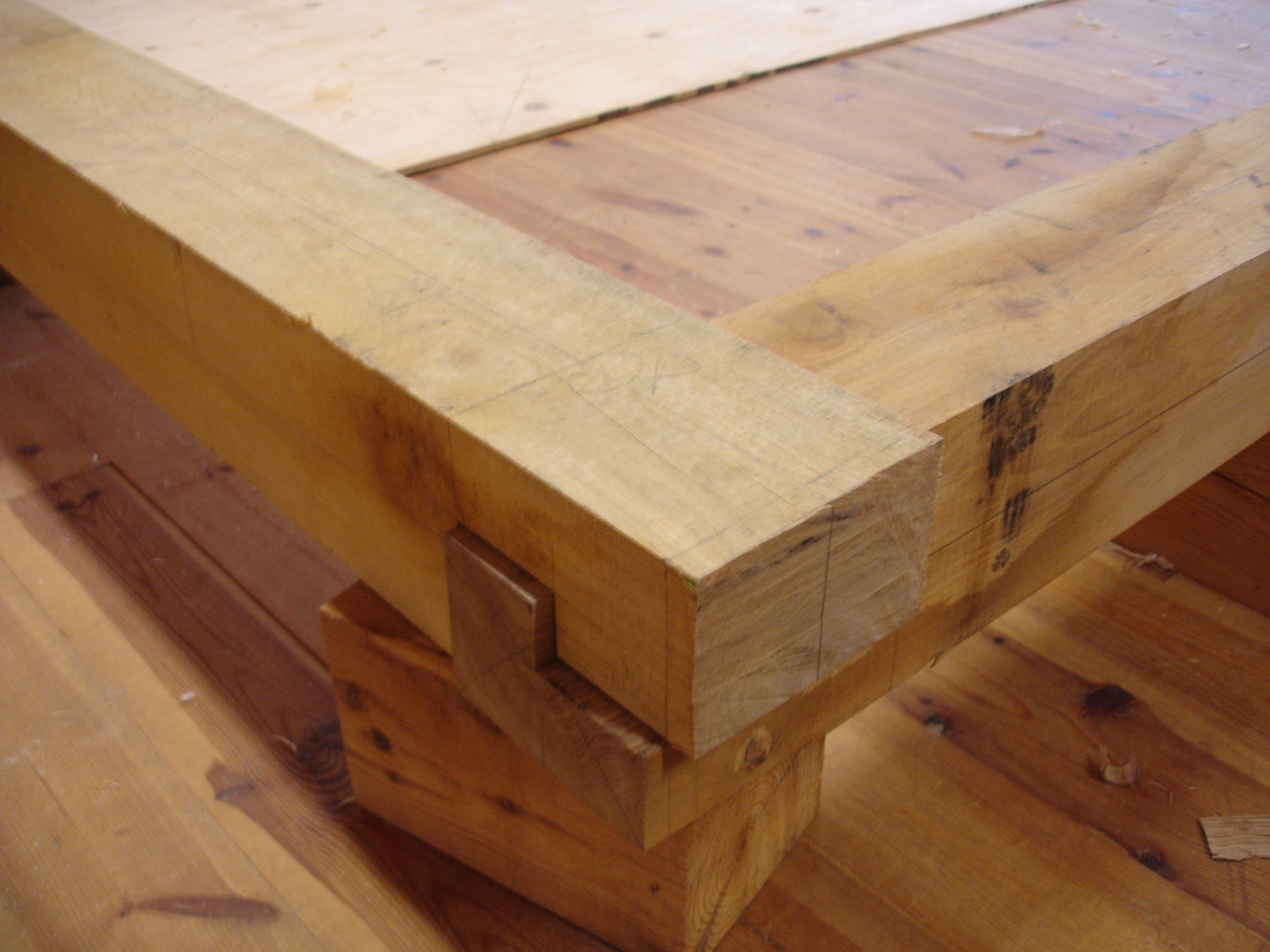
Hörnskarv utförd med halvlaxstjärtformigt hak efter ihopfogning
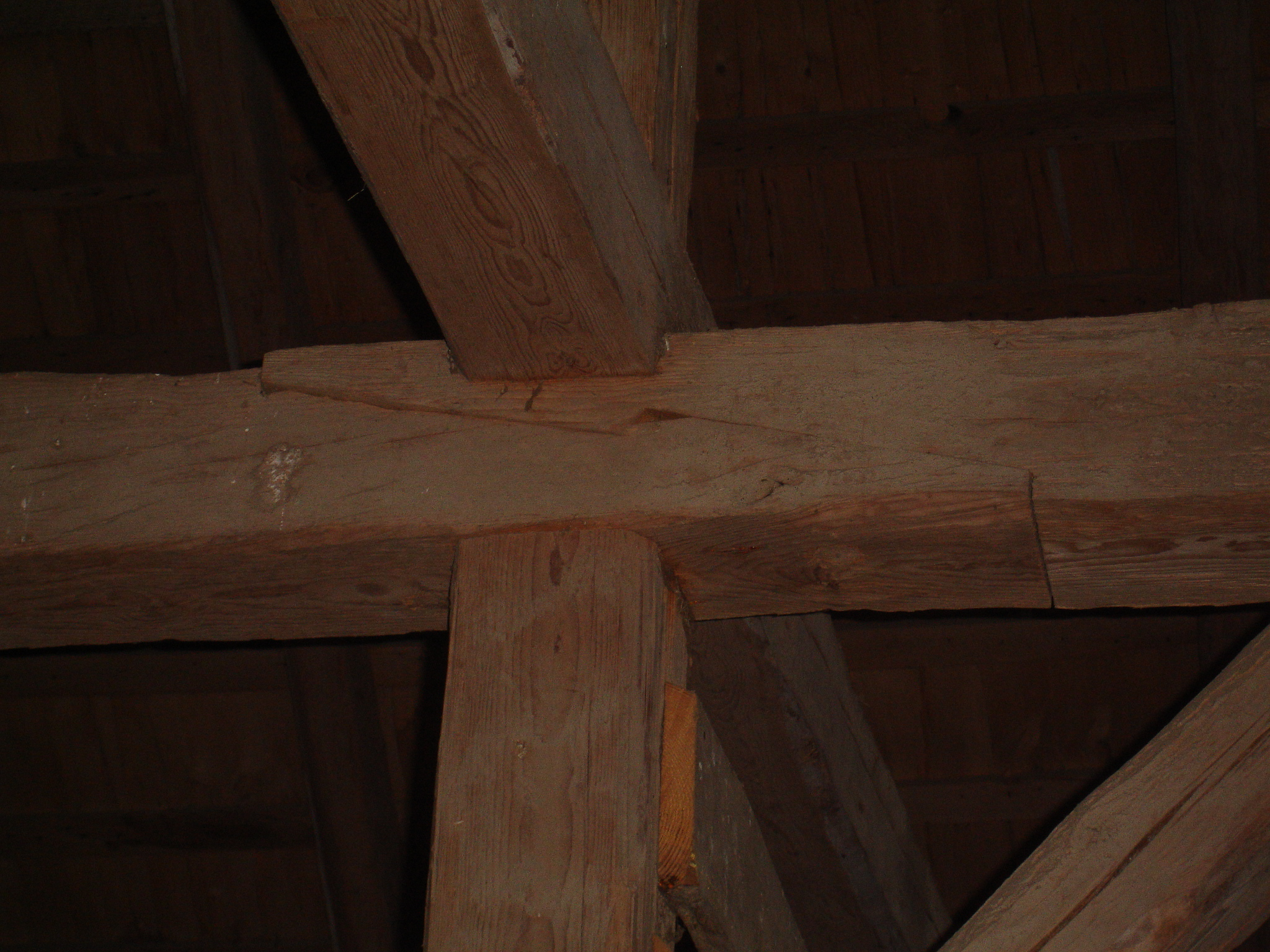
Blixtskarv utförd med ett snett blad med hake och förkilning
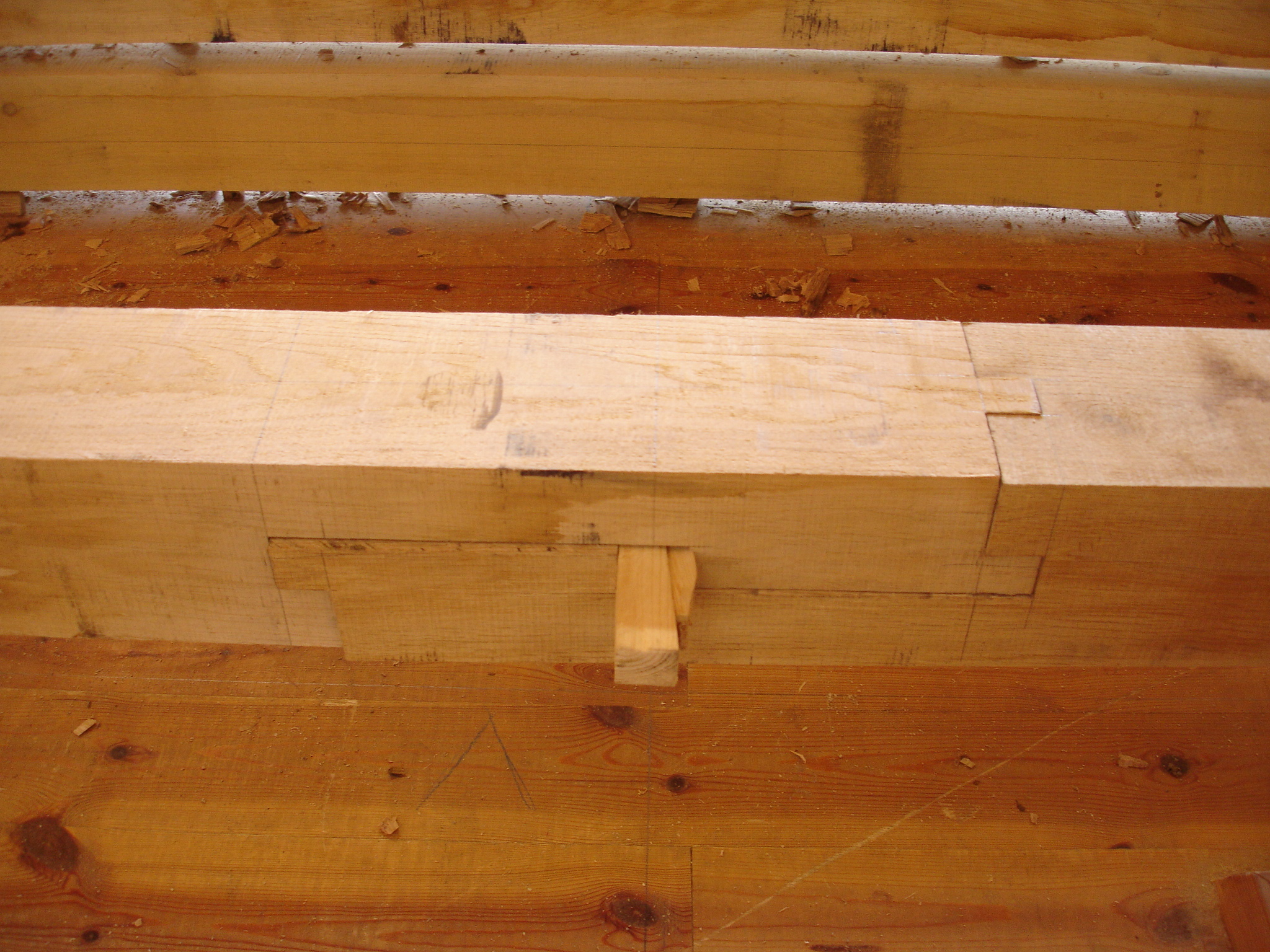
Franskt lås utfört med rakt blad med hake, styrtappar och förkilning